# Prawdopodobieństwo a posteriori
Prawdopodobieństwo a posteriori – prawdopodobieństwo zdarzenia określane po wzbogaceniu wiedzy o nim na bazie obserwacji empirycznych. Prawdopodobieństwo a posteriori wyliczane jest na bazie wzoru Bayesa: prawdopodobieństwa a priori oraz prawdopodobieństw warunkowych.